# Super Conan
Super Conan est un mensuel de l'éditeur de petit format Aventures & Voyages qui a eu 52 numéros d'octobre 1985 à janvier 1990. Format 20x28 cm jusqu'au N°3, puis 18x26,5 cm jusqu'à la fin. Comme le nom de la revue l'indique, il s'agit des aventures de Conan le Barbare à travers les histoires en couleurs parues à l'origine dans Conan the barbarian et celles en noir et blanc parues dans The Savage Sword of Conan. Elle s'est arrêtée quand Semic a racheté les droits d'exploitation du héros de Robert E. Howard.

## Les séries
Chaque numéro est constitué de deux épisodes des séries américaines suivantes :
- Conan the barbarian de Marvel; à partir du numéro 131.
- Savage sword of Conan de Marvel; à partir du numéro 50.

Les illustrations sont (en général : voir le contenu ci-dessous) signé John Buscema et les scénarios de Bruce Jones, Roy Thomas et Michael Fleisher.

## Contenu des revues
- Super Conan n°1 (Conan the Barbarian n°131 et n°132 & Savage sword of Conan n°50)) :
  - Conan le barbare : L'anneau de Rhax, scénario de Bruce Jones, dessins de Gil Kane, encrage de Ernie Chan.
  - Conan le barbare : Les Arènes de Cella, scénario de Bruce Jones, dessins de Gil Kane, encrage de Dany Bulanadi.
  - Le monde sauvage de Conan : La traversée de l'Alminane, scénario de Roy Thomas, dessins de John Buscema, encrage de Tony Dezuniga.

- Super Conan n°2 (Conan the Barbarian n°133 et n°134 & Savage sword of Conan n°50 et n°51)) :
  - Conan le barbare : La sorcière de Windsor, scénario de Bruce Jones, dessins de Gil Kane, encrage de Dany Bulanadi.
  - Conan le barbare : Saut dans le temps, scénario de Bruce Jones, dessins de Gil Kane, encrage de Ernie Chan.
  - Le monde sauvage de Conan : La reconquête, scénario de Roy Thomas, dessins de John Buscema, encrage de Tony Dezuniga.

- Super Conan n°3 (Conan the Barbarian n°135 et n°136 & Savage sword of Conan n°51)) :
  - Conan le barbare : La forêt ténébreuse, scénario de Steven Grant, dessins de Marc Silvestri, encrage de Joe Rubinstein et Dany Bulanadi.
  - Conan le barbare : La rivière de la mort, scénario de Bruce Jones, dessins de John Buscema, encrage de Candido et Dany Bulanadi.
  - Le monde sauvage de Conan : Le sang du Satyre, scénario de Roy Thomas, dessins de John Buscema, encrage de Tony Dezuniga.

- Super Conan n°4 (Conan the Barbarian n°138 et n°139 & Savage sword of Conan n°51 et n°52)) :
  - Conan le barbare : L'île des morts, scénario de Bruce Jones, dessins de Val Mayerick.
  - Conan le barbare : L'antre des damnées (suite de L'île des morts), scénario de Bruce Jones, dessins de Val Mayerick.
  - Le monde sauvage de Conan : Conan le liberateur, scénario de Roy Thomas, dessins de John Buscema, encrage de Tony Dezuniga.

- Super Conan n°5 (Conan the Barbarian n°140 et n°141 & Savage sword of Conan n°52)) :
  - Conan le barbare : L'île aux aragnées - Le chant des galériens, scénario de Bruce Jones, dessins de John Buscema.
  - Conan le barbare : L'île aux aragnées - L'antre de l'enfer (suite de Le chant des galériens), scénario de Bruce Jones, dessins de Val Mayerick.
  - Le monde sauvage de Conan : Le triomphe de Conan, scénario de Roy Thomas, dessins de John Buscema, encrage de Tony Dezuniga.

- Super Conan n°6 (Conan the Barbarian n°142 et n°143 & Savage sword of Conan n°53)) :
  - Conan le barbare : La nuit de l'horreur, scénario de Bruce Jones, dessins de John Buscema, encrage de Ernie Chan.
  - Conan le barbare : La tour de Mitra, scénario de Bruce Jones, dessins de John Buscema, encrage de Ernie Chan.
  - Le monde sauvage de Conan : Le sorcier d'Arenjun, scénario de Roy Thomas, dessins de John Buscema, encrage de Tony Dezuniga.

Notes :
Pour le lancement de la revue le N°1 et 2 ont été réunis dans un numéro double.
Le titre complet de Le monde sauvage de Conan est Stan Lee presente : Le monde sauvage de Conan le barbare.

## Super Conan Spécial
10 numéros de novembre 1986 à novembre 1989. Les aventures de Conan le barbare issues de la revue américaine King Conan de Marvel.